# 道の駅志原海岸
道の駅志原海岸（みちのえき しはらかいがん）は、和歌山県西牟婁郡白浜町日置（ひき）にある国道42号の道の駅である。

## 施設
- 駐車場
  - 普通車：38台
  - 大型車：7台
  - 身障者用駐車場：1台
- トイレ
  - 男：大・小5
  - 女：4
  - 身障者用：1
- 日置川町商工会アンテナショップ 海来館（みらいかん）[2][3]
  - レストラン「ラ・バンビーナ」（1階、平日 9:00 - 18:00・土日祝日 9:00 - 20:00）
  - 展示販売所（1階、平日 9:00 - 18:00・土日祝日 9:00 - 20:00）
  - レストラン「海来館食堂」（2階、平日 11:00 - 14:00・土日祝日 10:00 - 20:00）

### 管理団体
- 設置者：白浜町
- 指定管理者：日置川町商工会

## 休館日
- 展示販売所「海来館」：年中無休
- ラ・バンビーナ：毎週木曜日
- 海来館食堂：毎週水曜日

## アクセス
- 国道42号[2][3] - 登録路線

## 周辺
2022年には「海来館」が隣接する町有地に、白浜町が「足つぼロード」を開設している。
- 白浜町営日置川テニスコート[2][3]
- 志原海岸
  - 志原の千畳敷
  - In the Outdoor 白浜志原海岸（グランピング施設） - 近畿地方では初めてとなる国立公園（吉野熊野国立公園）内のグランピング施設[5][6]。
- リヴァージュ・スパ ひきがわ 渚の湯
- 白浜町役場日置川事務所
- 日置川
- 八草の滝